# 南雄代天府
南雄代天府在高雄市大寮區會社里鳳林三路，創建於1953年（民國42年）10月，主祀五府千歲，並配祀註生娘娘與福德正神，後殿主奉觀世音菩薩，左為至聖先師，右為地藏菩薩，兩旁十八羅漢。為儒、道、釋三教合一的聖地，背後是五龍山，朝東面向高屏溪，左右兩脈環抱、氣勢非凡，符合『左青龍、右白虎、前朱雀、後玄武』的堪輿龍穴說。
南雄代天府的白觀音引領五條巨龍鎮守在此，登上觀音神像遠眺高屏溪，大寮平原盡收眼底，廟宇庭園花木，景觀優美，適合休閒散心。

## 外部連結
- 五龍山南雄代天府（页面存档备份，存于）